# Jacques Pierre Brissot

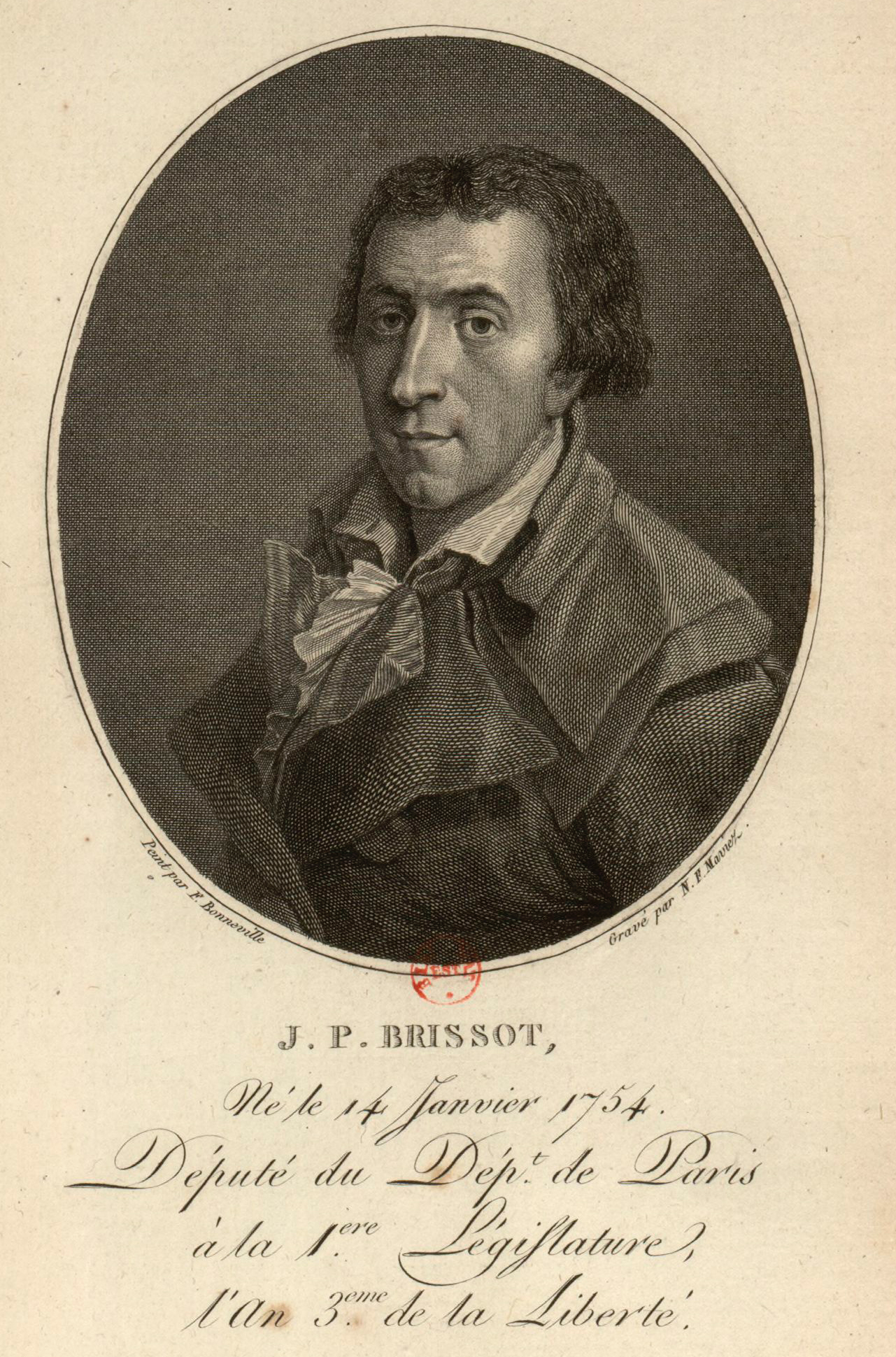
Jacques Pierre Brissot

Jacques Pierre Brissot de Warville, född 15 januari 1754 i Chartres, Frankrike, död (avrättad) 31 oktober 1793 i Paris, var en fransk revolutionär politiker och journalist. Brissot var en av ledarna för girondisterna, även kallade les brissotins.
Brissot var till en början advokat, och ägnade sig vid sidan därom åt journalistik och författarskap och gjorde sig till talesman för radikala reformprojekt. Han lärde känna flera viktiga personer i oppositionslägret, framför allt Étienne Clavière och Honoré Gabriel Riqueti de Mirabeau. Han satt en tid fängslad på Bastiljen, vistades vid två tillfällen i England och företog 1788 en resa till USA. Brissot blev under den här tiden en av de ledande i Société des amis des noirs, och arbetade under sin fortsatta bana i dessa anda för slavarnas befriande. 
Vid revolutionens utbrott blev Brissot en avdess främsta anhängare. Han startade 1789 tidningen Patriot français, som blev hans språkrör ända fram till 1793. Som publicist och talare i jakobinklubben lade han i dagen mycket radikala åsikter, men framträdde som öppen republikan först efter kungaparets flykt till Varennes 1791. Samma år invaldes han i lagstiftande församlingen, där han som ledare för brissotinerna, senare benämnda girondister kom att spela en framträdande roll. Han var en av de ivrigaste medverkande vid kabinettet Rolands tillkomst, men kunde som folkrepresentant inte erhålla plats däri. 
För sin stora tanke - revolutionens spridande till andra folk - verkade han genom att kraftigt understödja krigspolitiken men kom härigenom i konflikt med Robespierre och dennes anhängare. Denna motsättning gjorde sig alltmer gällande, och i oktober 1792 uteslöts Brissot ur jakobinerklubben, och fiendskapet mellan hans anhängare och berget satte en allt starkare prägel på debatterna i nationalkonventet. I striden, som i mycket rörde staden Paris maktställning, lyckade Brissot till en början hävda sig. Ett folkupplopp 31 maj 1793 förmådde dock konventet slutligen att ställa Brissot och hans meningsfränder inför rätta. De avrättades 31 oktober 1793.
Brissots memoarer utgavs i fyra band 1830.
- Wikiquote har citat av eller om Jacques Pierre Brissot.